# Stefan Richter
Stefan Richter (1861 Vražné u Nového Jičína – 9. února 1929 Vídeň) byl rakouský a český politik německé národnosti, na přelomu 19. a 20. století poslanec Českého zemského sněmu, předtím krátce poslanec Říšské rady, odborník na zemědělství a družstevnictví.

## Biografie
Vystudoval vysokou školu zemědělskou ve Vídni. Sám pak podnikal v zemědělství. Zapojil se do veřejného a politického života. Specializoval se na otázky hospodářského a zemědělského rozvoje a družstevnictví. Koncem 19. století působil jako tajemník Německého hospodářského ústředního svazu (Zentralverband) v Praze. Vydával časopis Der deutsche Landwirt coby tiskový orgán Zentralverbandu. Počátkem roku 1898 navrhl vytvoření jednotné organizace německých zemědělců v Čechách, která by spojila zájmy tohoto stavu bez ohledu na politické názory. 15. května 1898 se u Děčína konalo přípravné zasedání organizace. Později se z ní vyvinula samostatná Německá agrární strana.
Krátce zasedal v Říšské radě (celostátní parlament), kam nastoupil 10. října 1893 místo Ernsta Theumera. Zastupoval kurii venkovských obcí, obvod Děčín, Rumburk atd. Již na schůzi 22. února 1894 ale oznámil rezignaci na mandát. Po svém zvolení byl na Říšské radě přijat za člena klubu Sjednocené německé levice, do kterého se spojilo několik ústavověrných (liberálně a centralisticky orientovaných) proudů.
V 90. letech 19. století se zapojil i do zemské politiky. V doplňovacích volbách roku 1893 byl zvolen do Českého zemského sněmu v kurii venkovských obcí (obvod Děčín). Mandát obhájil v řádných volbách v roce 1895. Uvádí se jako německý liberál (Německá pokroková strana).
Po odchodu z parlamentních funkcí působil ve Vídni jako publicista, v posledních letech před smrtí byl místopředsedou vídeňské Demokratische Mittelpartei. Zemřel v únoru 1929 ve Vídni.